# Roberto Jefferson
Roberto Jefferson Monteiro Francisco (Petrópolis, 14 de junho de 1953), é um advogado e político brasileiro. É conhecido por liderar a "tropa de choque" em defesa do presidente Collor, por delatar o escândalo do Mensalão e, após sair da cadeia, por seu apoio ao governo Bolsonaro.
Começou sua carreira como apresentador de televisão, alcançando a fama no programa O Povo na TV, que propunha ajudar os cidadãos necessitados. Com o estrelato, elegeu-se deputado federal pelo Rio de Janeiro em 1982 pelo Partido Trabalhista Brasileiro (PTB), reelegendo-se continuamente até 2005. Participou assim da Assembleia Nacional Constituinte de 1987, na qual atuou como parte do Centrão a favor do mandato presidencial de 5 anos. Na Câmara dos Deputados, foi relator da lei que criminalizou armas não registradas e também do projeto de lei da união civil homossexual, que acabou arquivado.
Elegeu-se líder do PTB na Câmara em 1999 e presidente nacional do partido em 2002. Na eleição presidencial daquele ano, apoiou inicialmente Ciro Gomes, mas a contragosto aliou-se ao Partido dos Trabalhadores (PT) no segundo turno. Em 2005, foi o estopim do escândalo do mensalão ao denunciar a prática criminosa de distribuição de dinheiro em troca de votos a favor do governo. No mesmo ano foi cassado pelo plenário da Câmara, e condenado pelo Supremo Tribunal Federal pelos crimes de corrupção passiva e lavagem de dinheiro em 2012. Recebeu um indulto natalino presidencial em 2015 e saiu da cadeia em 2016.
Depois de recuperar-se de um câncer, declarou publicamente apoio ao presidente Bolsonaro. Tentou candidatar-se a presidente na eleição de 2022, mas foi barrado pela Lei da Ficha Limpa. Foi preso novamente em 13 de agosto de 2021. Em 23 de outubro de 2022, teve seu direito de prisão domiciliar revogado e reagiu ao cumprimento do mandado de prisão lançando duas granadas e disparando cerca de vinte tiros de fuzil contra agentes da Polícia Federal. Ele se entregou oito horas após o ataque e foi indiciado por quatro tentativas de homicídio, acusação da qual aguarda julgamento por júri. Barrado pela cláusula de barreira, o PTB precisou fundir-se com o Patriota em 2023, que só aceitou sob a condição que Jefferson não exerceria nenhum cargo de liderança.

## Vida pessoal e inicio de carreira
Roberto Jefferson é filho e neto de políticos petebistas. Seus pais são Roberto Francisco e Neusa Dalva Monteiro Francisco. É casado com Ana Lucia Novaes Jefferson Monteiro Francisco, e tem três filhos: Cristiane Brasil, ex-deputada federal pelo PTB do Rio de Janeiro, Fabiana Brasil e Roberto Francisco Neto. Ele terminou os estudos colegiais no Colégio Werneck, de Petrópolis. Em 1975, ingressou na Universidade Estácio de Sá, onde formou-se em direito em 1979. Conquistou notoriedade como advogado de pobres no popular "O Povo na TV", atração exibida na antiga TVS (atual SBT) na década de 1980.
É autor do livro "Nervos de aço - Um retrato da política e dos políticos no Brasil", publicado pela Editora Topbooks. Roberto Jefferson foi diagnosticado em julho de 2012 com um câncer de pâncreas em estágio inicial, do tipo papilar mucinoso ductal. O político foi submetido no Hospital Samaritano a uma duodenopancreatectomia, uma cirurgia de grande porte para a retirada de parte do pâncreas e duodeno.
Ao ser preso, em agosto de 2021, Jefferson foi transferido para o presídio de Bangu 8. Na mesma penitenciária, também se encontra detido o ex-namorado de sua filha Cristiane, Jairo Souza Santos Júnior, conhecido como Dr. Jairinho, que ganhou notoriedade após matar o enteado de apenas 4 anos de idade.

## Carreira na televisão
Em maio de 1980, estreou na televisão no programa Aqui e Agora da TV Tupi, apresentado por Ari Soares. No programa, foi simulado um tribunal no qual uma pessoa era julgada por um júri simulado de convidados. Jefferson foi convidado para defender o justiceiro "Mão Branca" enquanto Cavalcanti atuava como promotor. Ao final do programa, "Mão Branca" foi absolvido pelos jurados. Com a falência da Tupi, Jefferson resolveu se mudar para a TVS em julho daquele ano à convite de Wilton Franco (que havia sido diretor de Aqui e Agora) para participar como integrante fixo do programa Domingo a Noite.
Jefferson foi apresentador do programa O Povo na TV, transmitido de 1981 até 1984 pela antiga TVS, atual SBT. O programa se dispunha a auxiliar as pessoas comuns e resolver seus problemas. Um dos casos mais emblemáticos foi quando um bebê de nove meses morreu nos estúdios da emissora. O menino tinha um tumor nos olhos e a mãe não conseguira interná-lo em nenhum hospital, de modo que recorreu á produção do programa. O bebê morreu diante das câmeras, ao vivo.
Com a fama conseguida no programa, foi eleito deputado federal nas eleições de 1982.

## Carreira política
Roberto Jefferson entrou oficialmente na vida pública em 1971, quando filiou-se ao Movimento Democrático Brasileiro (MDB). Permaneceu no partido até o início de 1980, quando filiou-se ao Partido Popular (PP), fundado em fevereiro daquele ano após o fim do bipartidarismo. Deixou o PP no mesmo ano para filiar-se ao Partido Trabalhista Brasileiro (PTB) – partido cuja primeira fundação (antigo PTB), em 1945, havia tido a participação de seu avô. Jefferson continuou no PTB até sua fusão em 2023, sendo que, em 2005, quando teve seu mandato cassado, era o o deputado federal mais antigo da bancada na Câmara dos Deputados.[carece de fontes?]
Em 1983, renunciou à vice-liderança do PTB por causa da aliança política feita com o PSD. Em sua carta-renúncia, declarou: "Não consigo aceitar nenhuma aproximação com aqueles que incendiaram, no golpe de 1964, o Partido Trabalhista Brasileiro. Sentir-me-ia como um romano acordando Nero novamente".
Em 1985, o deputado Bocaiuva Cunha (também do PDT fluminense) instalou um painel na Cinelândia, em frente à Câmara Municipal, com o nome dos deputados ausentes na votação do projeto de lei que anistiava os militares cassados. O nome de Roberto Jefferson constava entre os ausentes, o que ele nega. Em 22 de novembro de 1985, Jefferson foi à Cinelândia e destruiu o painel a machadadas. Bocaiuva disse que a ação do colega, um "ataquezinho de raiva", foi um "ato de imaturidade política".
Comentando as eleições municipais de 1985, Jefferson disse na tribuna da Câmara que a prefeitura de São Paulo haveria de ser o "túmulo" político de Jânio Quadros, prefeito eleito naquele ano. O deputado disse que o pacote econômico do governo libertava a população de políticos populistas, e ressaltou que o símbolo de Jânio, a vassoura, estava agora "empunhada pelo PT, através do seu presidente, Luís Inácio da Silva, e da prefeita de Fortaleza, Maria Luiza Fontenele, para varrer a praça José Alencar."
No contexto das Diretas Já, votou a favor da emenda Dante de Oliveira, que propunha a realização de eleições presidenciais diretas. Como a proposta foi derrotada, votou em Tancredo Neves na eleição indireta de 1985.

### Deputado constituinte
Durante a Constituinte, o PTB compôs o grupo político que seria chamado de Centrão. Roberto Jefferson participou ativamente do grupo, atuando contra o projeto então aprovado na Comissão de Sistematização, que possuía "um viés claramente socialista." Sua função como deputado, segundo declaração dada em entrevista ao jornalista Luiz Maklouf Carvalho, em 2014, era de "coordenador de Plenário". Exemplificando sua atuação com o deputado Mário Covas, contou: "O Covas era um sedutor. Quando começava a fazer um discurso, até a turma do Centrão ficava prestando atenção. Eu é que tinha que sair gritando, mandando todo mundo virar as costas. 'Vocês vão ficar aí batendo palma para maluco dançar?'"
Segundo ele, a linha seguida pelo PTB na Constituinte era derivada dos princípios de Alberto Pasqualini, ideólogo do trabalhismo e senador pelo PTB antigo na década de 1960: "liberdade de iniciativa, a propriedade privada e a proteção do trabalhador, da ordem social". Jefferson entendia, no entanto, que havia uma espécie de "ressaca da esquerda dos vinte anos de ditadura militar", que "acabou levando a várias distorções na nossa Constituição". Para ele, a força da esquerda se dava pelo grito: "O dr. Ulysses [presidente da Constituinte] franqueava a galeria para eles, pô. O pessoal cuspia na cara da gente, jogava moeda na cara da gente. Isso dentro do Congresso. Na rua, você era ameaçado. No aeroporto de Brasília, eu tive vários problemas com essas representações sindicais da CUT." A Central Única dos Trabalhadores, órgão sindical ligado ao Partido dos Trabalhadores (PT), publicava cartazes avaliando os constituintes. Certa vez, Jefferson foi apresentando ao presidente da CUT, Jair Meneghelli, mas recusou-se a cumprimentá-lo, dizendo que se os cartazes, que chamavam-no de "traidor do povo", levassem a alguma violência contra seus filhos, ele cobraria pessoalmente de Meneghelli, "olho no olho".
Em 3 de fevereiro de 1988, o Jornal do Brasil noticiou uma briga no plenário da Constituinte por causa da prisão do deputado petebista Mendes Botelho, líder do Sindicato dos Ferroviários de São Paulo, que estava então em greve. Jefferson tentou investir contra o senador José Fogaça, que havia zombado do partido defender um grevista, mas ser favorável a proibição de greves de funcionários públicos. Na entrevista, Luiz Maklouf perguntou se era verdade que Jefferson estava armado nessa discussão, como a imprensa chegou a insinuar. Ele confirmou andar armado nas ruas, mas que, no plenário, os jornalistas haviam visto apenas uma capa de óculos, assegurando ainda que na época usava coldre aberto. Jefferson disse que "a discussão com o deputado Jorge Uequed [que apartou a briga] não passou de uma discussão. Nessa foto não estava armado. Mas eu sempre usei arma"; questionado por que, então, não desmentiu o jornal, respondeu que "você não desmente fama de mulherengo, rico e valente". Ainda, em 21 de maio daquele ano, o Correio Braziliense publicaria matéria relatando tiros disparados a esmo, às 23 horas, pela janela da sala da liderança do PTB, onde estavam Jefferson e o líder do partido, Gastone Righi. Jefferson explicou que os tiros foram apenas para testar um revólver Nagant com munição da década de 1950, que acabaram ricocheteando e assustando um segurança.
Como deputado, Roberto Jefferson propôs a extinção das polícias militares, as quais ele considerava dispendiosas e desnecessárias numa ordem democrática, mas a proposta não avançou da primeira fase. Na mesma entrevista, orgulhou-se particularmente de sua atuação no capítulo da ordem social, citando a multa de 40% do Fundo de Garantia do Tempo de Serviço para demissões sem justa causa, emenda escrita, segundo ele, literalmente em cima de suas pernas e depois chancelada por Gastone. Roberto Jefferson foi favorável à posição do governo Sarney, o presidencialismo com cinco anos de mandato sem a possibilidade de reeleição, mas ressaltou que nem o presidente Sarney nem Antônio Carlos Magalhães, então ministro das Comunicações, nunca lhe ofereceram nada para que votasse assim. Mesmo sendo do Centrão, o PTB não fazia parte da base governista de Sarney; na época, Jefferson disse que participar do governo "seria o mesmo que ganhar um camarote de luxo para um navio que está afundando".
Sobre a Constituição como um todo, declarou ser "uma bela Constituição": "Coteja muito bem os direitos dos menos favorecidos, idealiza um mundo da saúde e educacional muito bom. Ainda não foi cumprido — até porque não há orçamento no mundo que sustente um sonho —, mas é fundamental a cidadania constar no livrinho".

### Candidatura a prefeito do Rio
Segundo o Jornal do Commercio haviam em julho de 1988 dois grupos no PDT do Rio que desejam disputar a sucessão de Roberto Saturnino Braga na prefeitura da capital: o grupo do ex-ministro João Pinheiro Neto e o de Roberto Jefferson. A chapa a ser candidata foi definida em convenção do partido em 6 de agosto, ganhando Jefferson. Na eleição municipal daquele ano, Jefferson concorreu com sete outros candidatos e não contava entre os favoritos. O Jornal do Commercio disse que sua candidatura era somente para assegurar espaço político e marcar presença, além de melhorar as chances do partido no legislativo.
Sua plataforma de governo prometia a construção anual de cem mil moradias populares, a legalização fundiária da propriedade de terra nas favelas e o aumento do salário base dos professores. Na campanha, Jefferson chamou seus adversários José Colagrossi e Jó Rezende, além do então prefeito Saturnino, de filhos pródigos de Brizola.
Roberto Jefferson ficou em sexto lugar, com 24 938 votos; o vencedor foi Marcelo Alencar, candidato do Partido Democrático Trabalhista (PDT).

### Tropa de Choque de Collor

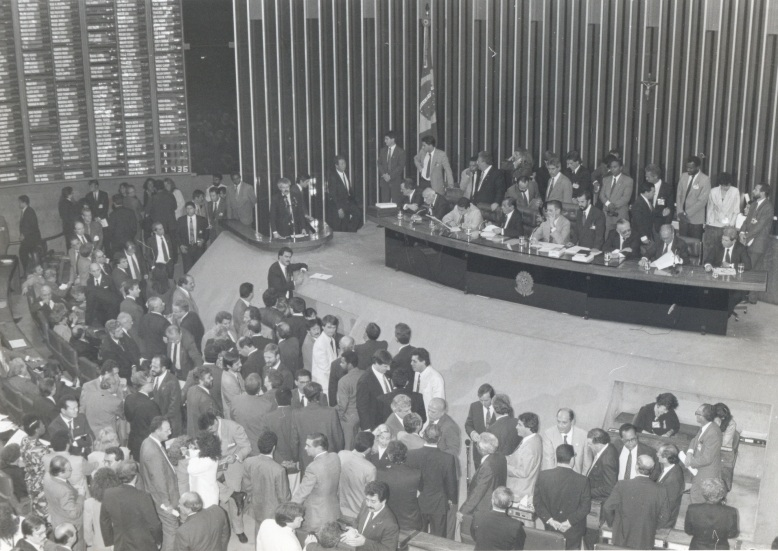
Início à votação do pedido de impeachment de Fernando Collor

O nome de Roberto Jefferson passou a ser conhecido nacionalmente durante o processo de impeachment do então presidente Fernando Collor, em que atuou como militante da "tropa de choque" de deputados que tentavam defender o então presidente.
Durante a CPI, o motorista Eriberto França contou que pegava dinheiro com Paulo César Farias para pagar despesas da Casa da Dinda, tornando-se assim uma testemunha-chave. Em um diálogo que, segundo relatou anos depois à Folha de S.Paulo, resumiria sua participação no escândalo, o deputado Jefferson lhe perguntou: "O sr. está fazendo isso só por patriotismo?" Eriberto respondeu: "E o sr. acha pouco?"
Em 1991, apresentou um projeto que regulava a doação de sangue no Brasil.
Em 1993, faltou mais de um terço das sessões ordinárias daquela sessão legislativa, o que pela Constituição (art. 55, III) implicaria a perda de seu mandato. Justificou suas 45 faltas por problemas de saúde, no entanto, explicando ter passado por uma operação de vesícula, que ocasionou uma septicemia: "Quase morri. Foram mais de três meses de hospital".
O deputado depôs na CPI do Orçamento em janeiro de 1994, após ter seu nome citado pelo economista José Carlos Alves dos Santos. No que a Folha de S.Paulo chamaria de "tarde inútil", Jefferson colocou-se como vítima em seu depoimento e trocou gentilezas com supostos adversários, como o deputado Aloizio Mercadante (PT-SP) e Paulo Ramos (PDT-SP), o qual chegou a dizer que havia entre os membros da comissão um "reconhecimento unânime de que Jefferson foi alvo de uma injustiça". Lamentando sobre como sua vida, de sua esposa e filhos foram expostas pela CPI, Jefferson chorou duas vezes durante uma hora do depoimento.
A CPI acabou por não identificar relações com o esquema de corrupção investigado. No relatório final, a conclusão era que, com crédito total de 470 mil dólares em cinco anos, seu patrimônio e movimentação bancária seriam compatíveis com o rendimento. A Subcomissão de Patrimônio teria constatado, porém, a existência de bens não declarados à Receita. indicando portanto que tanto Jefferson quanto Gastone Righi deveriam continuar a ser investigados por problemas no imposto de renda. Nenhum deputado pediu sua cassação, e o corregedor-geral da Câmara, deputado Fernando Lyra (PSB-PE) o inocentou em março. Em junho, defendendo o colega Ézio Ferreira (PFL-AM), julgado pelas irregularidades descobertas na CPI, Jefferson disse que a imprensa é um "poder autoritário e fascista". Defendeu a extinção do Comitê de Imprensa da Câmara e disse que os jornalistas deveriam despachar "na rampa".
Boa parte da tropa de choque de Collor enfrentou problemas para se reeleger nas eleições de 1994, mas Roberto Jefferson não teve dificuldades. Na campanha, ele recebeu apoio explícito de Collor, por meio de uma carta divulgada nos jornais do Rio. Da coligação Força do Povo (PTB-PDT-PMN), Roberto foi o oitavo mais votado. As eleições no Rio aquele ano, no entanto, sofreram diversas acusações de fraudes, e o Tribunal Regional Eleitoral acabou anulando as eleições legislativas. O PTB entrou com recurso no tribunal, e Jefferson, que era o presidente regional da sigla, declarou: "O TRE fez uma lambança".
Um político que não conseguiu se reeleger aquele ano foi o relator da CPI do caso PC Farias, o senador Amir Lando (PMDB-RO). Perdendo por apenas 7 mil votos, Lando declarou solenemente: "Saio do Senado para continuar na História", em referência à famosa frase da carta de Getúlio. Vendo a oportunidade de vingar-se, Jefferson enviou um telegrama à seu gabinete que dizia: "Ouvi emocionado o seu discurso: "Saio do Senado para entrar na História". Rogo a Deus que V. Excia. não siga o exemplo do autor da frase, que suicidou-se com tiro no peito. Por favor, não tome atitude extremada. Conte com meu apoio."
Em dezembro de 1994, o deputado denunciou ao Tribunal de Contas da União (TCU) o Sindicato dos Metalúrgicos de Manaus por uso irregular de recursos federais. O TCU abriu uma inspeção extraordinária para determinar se os sindicalistas haviam transferido recursos da contribuição sindical para campanhas políticas de candidatos do PT  e do PC do B.
Após a morte de Pedro Collor, Jefferson foi à Casa da Dinda ver Fernando. O deputado disse que o ex-presidente estava muito abatido, e que agora entendia porque o irmão o havia denunciado. Segundo ele: "Collor sabe agora porque o irmão fez aquilo com ele. Já eram os efeitos dos tumores, localizados na parte do cérebro que comanda a afetividade, a palavra e a censura".

### Governo FHC
No começo da 50.ª legislatura, o deputado esteve no páreo interno para a indicação do PTB à Segunda Secretaria da Mesa da Câmara, junto com os colegas Rodrigues Palma, Leopoldo Bessone, Francisco Rodrigues e José Rezende. Nilton Capixaba, de Rondônia, acabou sendo o escolhido. Jefferson foi eleito presidente da Comissão de Seguridade Social e Família da Câmara. No cargo, viria a proibir o uso de aparelhos celulares durante as reuniões, pelo incômodo que causavam.
A Folha de S.Paulo elaborou em abril de 1995 um "dossiê da fisiologia", tentando estabelecer quais cargos e indicações os deputados teriam interesse em troca de apoio ao governo. A matéria diz que FHC instalou um verdadeiro "balcão de trocas" no Palácio do Planalto, mas que, cauteloso, só distribuía os cargos lentamente. Em entrevista para essa matéria, Roberto Jefferson revelou que a Comunidade Solidária, um dos programas sociais do governo, tocado pela primeira-dama Ruth Cardoso, era como "uma máquina de fazer votos", e que muitos políticos queriam alguma indicação para aquele programa: "É para conseguir cadeira de rodas, muleta, credenciamento de creches…".
Em março, Jefferson, como presidente da Comissão de Seguridade Social, criticou uma medida provisória de FHC (a MP nº. 935), que permitia a utilização de recursos da seguridade social para cobrir défices do Tesouro. Segundo ele, a medida levaria "a Previdência para a incerteza, para a bancarrota", e sugeriu aos membros da Comissão que rejeitassem a MP.
Em junho, votou à favor da emeda constitucional que acabava com o monopólio do gás. Ainda no mesmo mês, chamou de "extorsão" a troca de cargos no Executivo por votos favoráveis às reformas constitucionais propostas pelo governo.
Certa vez o presidente FHC causou certa polêmica com uma declaração numa conferência do PSDB na qual deu a entender que a esquerda fosse burra. A convite da Folha, deputados à direita manifestaram-se, incluindo Jefferson: "Burro é o grupo do PT mais radical, é a esquerda do PC do B, são os deputados do PSDB que votam contra o governo constantemente, fazendo o joguinho do PT no plenário. São uns dez caras, que não têm projeto nenhum. É a turma do PSTU, da CUT".

#### Reforma da previdência
Logo no começo do governo Fernando Henrique Cardoso, o Planalto buscou reformar a Previdência Social.
Em abril de 1995, numa conversa no Planalto com Jefferson e o líder do governo na Câmara, Luiz Carlos Santos (PMDB-SP), o próprio presidente teria se mostrado hesitante com um projeto tão amplo de reforma, Jefferson disse que o presidente só tinha enviado o projeto ao Congresso por insistência dos líderes partidários. Ainda segundo Jefferson, a intenção de FHC era reformar somente as regras de pagamento das pensões de servidores públicos inativos. Jefferson, então, teria perguntado ao presidente porque não retirava a emenda de pauta. FHC respondeu-lhe que ele mesmo deveria levar essa sugestão aos líderes. Como o deputado não foi desmentido nem por Santos e nem pela própria assessoria da Presidência, o presidente da Comissão de Constituição e Justiça, deputado Roberto Magalhães (PFL-PE), adiou a votação dos pareceres das emendas.
Posteriormente, em outubro, Jefferson disse em entrevista que agora já achava inviável qualquer reforma da previdência naquele governo. A reforma era impopular e sofria ataques de diversos grupos organizados, até mesmo dos próprios assessores parlamentares. O governo desejava instituir um teto salarial para a cobertura previdenciária, o que o deputado era contra: "Um juiz, por exemplo, se dedica ao Estado e não aceita ter que complementar sua aposentadoria. Acho justo".
A emenda elaborada pelo deputado Michel Temer (PMDB-SP) foi votada em 22 de março de 1996, tendo sido aprovada por 351 votos. Roberto Jefferson votou a favor.
O projeto inicial de Temer previa que somente o Instituto Nacional do Seguro Social poderia participar seguros por acidente de trabalho. Jefferson propôs então que esse mercado fosse aberto à iniciativa privada, o que foi aprovado em maio de 1996. Mesmo Temer votou contra o seu texto para apoiar a proposta de Jefferson, que foi oposta somente pela oposição e pelos tucanos.

#### Fusão do PP, PPR e PTB
Por volta de agosto de 1995, uma parte do PTB entrou em negociação para participar conjuntamente da fusão do Partido Progressista Reformador (PPR) com o Partido Progressista (PP). Os favoráveis à fusão estavam associados ao ministro da Agricultura, José Eduardo de Andrade Vieira, que eram opostos pelos chamados "trabalhistas históricos". Paulo Maluf, então prefeito de São Paulo pelo PPR, foi ao Congresso encontrar com seus novos correligionários. No entanto, quando ele entrou na sala do PTB cumprimentando os presentes como "companheiros", Roberto imediatamente levantou-se e disse: "Eu não, prefeito! "Tô" fora!". Depois, à imprensa, Roberto Jefferson declarou que iria "agradecer de joelhos se levar o Kid Bamerindus do PTB. Ele vendeu uma mercadoria que não tem para entregar". O ministro Vieira era o dono do Banco Bamerindus. Jefferson atacou o ministro novamente dois dias depois: "Da herança do trabalhismo brasileiro, o "Zé do Banco" ficou com a Companhia Siderúrgica Nacional. E pagou baratinho".
Em fevereiro de 1996, no entanto, a Folha noticiou que a eleição de Pedrinho Abrão como líder do PTB na Câmara foi uma derrota do ministro Viera, que era favorável à eleição de Jefferson. O mesmo Abrão, em dezembro de 1996, foi alvo de uma comissão de sindicância da Câmara, investigando uma denúncia de corrupção. Roberto seria enfático ao pedir seu afastamento do adversário: "Abrão deveria se licenciar do cargo de líder para não arrastar o PTB com ele. O partido já está sofrendo com as denúncias. Abrão tem de sofrer sozinho".

#### Criminalização das armas
O projeto substitutivo de Jefferson tornava crime o porte ilegal de armas (até então, tratava-se apenas de uma contravenção penal), aumentando as penas para 1 a 2 anos de prisão (anteriormente, 15 dias a 6 meses). Além disso, impunha o registro de todas as armas num prazo de seis meses e criava o Sinarm (Sistema Nacional de Armas), responsável pelo cadastro. Segundo Jefferson, aqueles que não registrassem suas armas poderiam ser presos. O projeto proibia ainda armas de brinquedo que imitassem as verdadeiras.
Em 20 de agosto de 1996, a Folha de S.Paulo criticou-o por atrasar a aprovação do projeto: "Os mesmos que usam a violência como discurso eleitoral sentam em cima de projetos para combatê-la." No final daquele mês, o autor de uma das propostas originais, deputado Eduardo Jorge (PT-SP), conseguiu a assinatura de todos os líderes partidários, levando então sua proposta para o regime de urgência e assim desimpedir sua votação na Comissão de Defesa Nacional.
Desse modo, ficaram dois projetos tramitando na Câmara, o de Eduardo Jorge e o substitutivo de Jefferson, que reunia 28 outras propostas, inclusive a de Eduardo. Em 6 de setembro, o governo enviou um novo projeto que espelhava o substitutivo de Jefferson. Jefferson continuaria como relator do novo projeto e usaria o seu próprio texto, evitando assim a votação pelo regime de urgência do projeto de Eduardo. O governo acreditava que o texto de Jefferson era mais abrangente e tinha expectativa que fosse aprovado até o dia 10 seguinte.
O projeto foi aprovado na Câmara no dia 11. A oposição ainda tentou resgatar elementos do projeto de Eduardo, mas foram derrotados. Em plenário, o deputado Fernando Gabeira (PV-RJ) disse que: "Escolheram uma pessoa que entende de armas para ser o relator. Deveriam ter escolhido alguém que entende de pessoas". Em resposta ao comentário, Jefferson disse que atira somente em pedaços de papel, por esporte. Posteriormente, em novembro do mesmo ano, a Folha de S.Paulo noticiou que Jefferson havia conseguido recuperar 23 armas de sua coleção que haviam sido recentemente roubadas.

#### União civil homossexual
Em abril de 1995, o deputado foi escolhido como relator de um projeto de lei de autoria da deputada Marta Suplicy (PT-SP) que permitiria a união civil entre pessoas do mesmo sexo. Marta entendia que o potencial apoio de um deputado neutro, como Jefferson, daria maior legitimidade ao projeto. Lideranças gays do Rio de Janeiro criticaram a escolha, no entanto, apontando que, se o projeto fosse bem sucedido, levaria à reeleição de um homófobo.
Quando a Folha de S.Paulo buscou o gabinete do deputado para uma entrevista, seu assessor chefe de gabinete, Onésio Ferreira, zombou da causa: "Vocês vieram fazer a matéria da bicharada? Sabem qual é a diferença entre o homossexual e o veado? Homossexual é usado quando você tem um parente bicha, e veado é para os parentes dos vizinho". Informado da frase, Jefferson riu: "Como vê, esse assunto é muito complicado". Na entrevista em si, perguntando se era favorável a união de homossexuais, respondeu: "Acho que eles são seres humanos e merecem respeito. A opção existe e sempre existiu. A sociedade deve parar e pensar sobre isso."
Na ocasião, Jefferson ressaltou ter faro para abraçar causas polêmicas, citando tanto sua atuação na Constituinte quanto seu apoio a Collor. Antes de mais nada, ele queria "saber a opinião de todo mundo", ouvindo setores da igreja, antropólogos e psiquiatras. Destacou que o projeto tinha uma finalidade absolutamente econômica: "No caso de um dos dois morrer, o outro pode receber herança e ter benefício da Previdência." E disse ainda que, desde que assumiu a relatoria, ouvia piadinhas e gracejos: "Ficam me perguntando se a união entre gays vai ser obrigatória. Não me proponho a ser o deputado da categoria. É importante ter bom humor e aguentar as piadinhas."
Tanto Marta quanto Roberto entendiam que uma das maiores dificuldades da aceitação da proposta era a confusão do público entre o casamento e a união civil. Segundo ele: "A princípio as pessoas são contra, mas, depois da minha explicação, passam a considerá-la justa". Marta e Jefferson esforçavam-se para que a lei não ficasse conhecida como "Lei do Casamento Gay". Roberto Jefferson também acatou uma recomendação do jurista Luiz Edson Fachin de evitar o termo "união", dado o potencial conflito com o capítulo da família na Constituição: "Para evitar que o projeto seja declarado inconstitucional, antes mesmo de se discutir o mérito, devo propor a mudança de 'união' para 'parceria". Além dessa alteração, garantiu que seu parecer ao projeto seria favorável, com expectativa de votação na comissão especial da Câmara até final de outubro de 1996.
No final de outubro, Jefferson anunciou que incluiria também o direito de financiamento conjunto, como o da casa própria. A ideia surgiu a partir de uma queixa de um casal homossexual. Em busca de mais votos favoráveis, o relator anunciou em novembro que todas as uniões civis seriam registradas em livro próprio, separadas das outras. Também ressaltou que o nome "união civil" seria trocado por "parceria civil" ou mesmo "parceria registrada", nome esse inspirado pelo relato da deputada sueca Barbro Westerholm, que veio à comissão contar como foi a tramitação da proposta em seu país. Uma modificação sugerida a qual Marta se opôs foi a proibição explicita de adoção de crianças e a custódia de filhos dos parceiro: "Ao proibir, ele tira o direito constitucional que permite a qualquer pessoa adotar crianças. É melhor deixar que a Justiça decida cada caso […] O mesmo vale para a custódia. Se a criança não tiver mais ninguém na família, deve ser mandada para a Febem?".
O substitutivo de Jefferson foi formalmente apresentado em 26 de novembro de 1996, e todas as modificações no texto foram aprovadas pela autora. Os três principais apoiadores do projeto, Marta, Jefferson e a presidente da comissão especial, deputada Maria Elvira (PMDB-MG), trabalharam para que ele fosse votado ainda naquele ano. Na véspera do voto na comissão, Jefferson brincou que iriam "aprovar a Lei Áurea dos homossexuais brasileiros. Mas quero deixar claro que o papel de princesa Isabel é da Marta Suplicy". Após cinco meses de debates, a comissão especial aprovou o projeto por 11 votos a 5.
No plenário, no entanto, o projeto definhou. Em agosto de 2001, Jefferson pediu ao presidente da casa, Aécio Neves, que o incluísse na pauta para votação. Em 2003, o projeto já tinha entrado e saído de pauta três vezes; segundo Jefferson, as próprias lideranças homossexuais prefeririam aguardar um momento mais propício para votar a questão.

### Liderança e presidência partidária
O deputado votou a favor da instituição da Contribuição Provisória sobre Movimentação Financeira (CMPF), conhecida como imposto do cheque.
Numa matéria da Folha de S.Paulo em 1996 sobre o uso da internet pelos políticos, consta que Roberto recebia na época uma média de seis e-mails por semana.
Com o afastamento de Pedrinho Abrão em dezembro de 1996, dois nomes despontaram como fortes candidatos à liderança do PTB: Rodrigues Palmas, do Mato Grosso, e Roberto Jefferson. O vencedor, no entanto, foi Vincente Cascione, de São Paulo; Jefferson indignou-se e afirmou: "Só nove deputados votaram. Foi um golpe do Cascione".
Na eleição para presidente da Câmara dos Deputados de 1996, Jefferson apoiou Michel Temer.
Em 1997, Jefferson foi admitido pelo presidente Fernando Henrique Cardoso à Ordem do Mérito Militar, no grau de Comendador especial. Em 10 de abril daquele ano, votou favoravelmente à reforma administrativa.
Em setembro de 1997, o Movimento Nacional Desperta Brasil apresentou um projeto de iniciativa popular que buscava restabelecer os direitos políticos do ex-presidente Collor. Roberto Jefferson foi designado coautor do projeto, e declarou que seu objetivo era lançar Collor para presidente na eleição de 1998. No entanto, uma análise preliminar dos técnicos da Câmara constatou que não haviam assinaturas o suficiente (a Constituição exige 1% do eleitorado, haviam menos de 100 mil assinaturas legítimas).
Em 1999, o PTB o elegeu líder do partido na Câmara,[carece de fontes?] cargo no qual permaneceria até 2002.

### Eleições de 2002
No 1° turno das eleições presidenciais de 2002, Jefferson apoiou Ciro Gomes (então no PPS). Já no segundo turno, recomendou voto para o candidato vitorioso Luiz Inácio Lula da Silva (PT).
Na política municipal do Rio, Roberto, como presidente regional do PTB, pediu a expulsão do então prefeito Cesar Maia, que planejava trocar de partido para o PFL. O deputado havia anteriormente tentado resolver as divergências com o prefeito, inclusive o apoio a Ciro na presidencial. Ainda assim, Maia foi expulso em 4 de junho. Em troca, Jefferson afirmou que negociava o ingresso do ex-prefeito Luiz Paulo Conde; ele tencionava Conde como o candidato do partido ao Palácio das Laranjeiras na eleição de 2002. O ex-prefeito, no entanto, decidiu continuar no PFL e fazer oposição interna a Maia.

#### Apoio a Ciro Gomes
A executiva nacional do PTB selou o apoio a Ciro Gomes, por unanimidade, em maio de 2001; na ocasião, Jefferson disse que, com o tempo de TV no horário eleitoral trazido pelo PTB, a candidatura era agora real (o tempo de Ciro, que era de 32 segundos, passaria para 8 minutos e 12 segundo). O PTB descartou uma aliança na Câmara com o PPS, naquele momento, mas Jefferson relevou que romperiam desde já com o PSDB, "senão fica incoerente". Mas ainda assim, manteriam apoio ao governo: "Vamos manter o apoio com independência. Não somos governo, não temos ministérios nem cargos no primeiro escalão", explicou. A Folha de S.Paulo disse que a presença de Jefferson era uma "presença incômoda" no palanque de Ciro, que tentava evitar a imagem de "novo Collor". A aliança também prejudicava a sua imagem de "político renovador". Questionado, Ciro defendeu o apoio de Roberto a Collor: "Ninguém pode acusar alguém de corrupção por ter defendido o outro. Isso não é política."
Ainda em 2001, Jefferson aconselhou seu candidato a moderar os ataques ao presidente: "Ele tem de moderar o discurso, parar de bater no Fernando Henrique Cardoso. Parece o Lula sem barba. Quem vai votar no Ciro não é de oposição, é um descontente". Declarou também que "nossa candidatura é de centro-esquerda, centro e centro-direita. O Ciro não vai substituir o Lula." Em 22 de outubro, Ciro fez uma declaração comparado os políticos a cocô de galinha, o que Jefferson comentou: "Partindo dele, que é um dos maiores políticos do Brasil, é um pensamento para ser respeitado". Em dezembro, com a contínua "oposição radical" de Ciro a FHC, o PTB mostrou-se hesitante: "Vamos sentar e olhar o quadro. Pode ser que não seja o mesmo do verão", declarou Jefferson, deixando uma decisão definitiva para abril de 2002. Alguns petebistas consideravam interessante apoiar Roseana Sarney.
Em um encontro de Ciro com o ex-presidente Itamar Franco e Leonel Brizola, Ciro teria oferecido a vice-presidência a aquele. Jefferson reagiu: "Como Ciro oferece o lugar de vice a Itamar se isso está prometido ao PTB? Ainda mais com Itamar! Esse filme eu já vi e não gostei dele". A Folha relatou que, nas inserções do PTB na televisão naquele mês de agosto, Ciro pouco apareceu. As estrelas do comercial foram justamente Jefferson, o deputado José Carlos Martinez e o líder sindical Paulinho da Força.
Em dezembro daquele ano, Jefferson participou junto com onze outros políticos do Show do Milhão do SBT. Metade do prêmio foi doado a uma instituição de caridade de São Paulo.
A indicação do PTB de Paulinho da Força como possível companheiro de chapa de Ciro estava "praticamente certa", mas, em junho de 2002, Jefferson defendeu a indicação de Sônia Santos, ex-vereadora de Porto Alegre: "Ela agrega. Tem densidade, não conheço uma oradora que a supere. Ela fala do fundo do coração". Paulinho, no entanto, ameaçou retirar o apoio da Força Sindical se não fosse o vice, o que Jefferson aceitou e brincou: "Paulinho tem a força, é uma espécie de He-Man. Vai acabar sendo ele mesmo o vice. A Sonia tem apenas o sentimento." Paulinho afinal consagrou-se candidato, mas, em agosto, já na campanha, surgiram denúncias de desvio de recursos do Fundo de Amparo ao Trabalhador (FAT) repassados à Força Sindical. Jefferson defendeu o afastamento de Paulinho e declarou que "não podemos ficar dias acuados e não dá para o Ciro arrastar peso. Temos que aliviar o avião dele para a travessia do Atlântico e jogar o peso no mar". Mesmo com pressões para que Paulinho renunciasse à candidatura, Ciro defendeu o vice.
A partir de setembro, com a contínua queda de Ciro nas pesquisas eleitorais, seus aliados da Frente Trabalhista começaram a discutir outros possíveis arranjos, incluindo uma possível desistência da candidatura, o que Ciro prontamente recusou. Jefferson também era contra a renúncia: "É um absurdo. Se o Ciro não admite a renúncia, ninguém pode falar nisso." Ele responsabilizou o senador Roberto Freire pela não inclusão do Partido da Frente Liberal (PFL) na coligação: "Com o PFL, teríamos mais tempo que o Serra."
Em 9 de outubro, na véspera da eleição, Ciro caminhou por Copacabana, acompanhado da esposa, Patrícia Pillar, e de Jefferson. A Folha ressaltou sua lealdade, ao notar a semelhança com o apoio do deputado a Collor, igualmente até o fim.
Comentando a sua própria reeleição, Jefferson confessou abertamente ter feito uma cirurgia para redução do estômago (que o levou a perder 78 quilos) e ainda uma plástica para retirar o excesso de pele: "Eu estava com uma fralda de gordura na região pubiana que me deixava constrangido de tirar a roupa até na frente da minha esposa. […]". O candidato defendeu que os políticos assumissem essas intervenções estéticas, e disse sentir a diferença, em termos eleitorais, de uma boa aparência.

#### Aliança com o PT
Após o primeiro turno da eleição presidencial, Jefferson declarou que a Frente Trabalhista estava oficialmente encerrada e que cada partido estava livre para apoiar quem quisesse no segundo turno. Ainda assim, entre Lula e Serra, disse preferir a neutralidade: "Essa briga do segundo turno é entre o PT e o PSDB. Não quero entrar no meio dessa briga e vou defender essa posição dentro do partido. Essa briga tem que ser resolvida entre eles". Disse ainda que, se "for possível, acho que todos deveriam votar nulo, como forma de protesto." Noutra ocasião, Jefferson foi taxativo: "Não voto em sapo barbudo nem em sapo careca".
Ainda assim, motivados principalmente por rejeição a Serra, em reunião no dia 11 de outubro, os dirigentes do PTB decidiram apoiar Lula. Apesar da decisão ser anunciada como unânime, Jefferson continuou marcando sua oposição, declarando que não desejava nada dos petistas, nem mesmo "companhia". Alguns dias depois, no entanto, em entrevista à Agência Brasil, disse que havia muito expectativa da população com a vitória petista e portanto era preciso apostar na proposta vencedora e ajudar Lula com as negociações que iriam vir: "A negociação vai continuar, como sempre, o que muda é que agora será conduzida pelo PT e não pelo PSDB".
Posteriormente, em seu livro, Jefferson diz que a decisão de apoiar o PT lhe deu vontade de vomitar. O deputado já havia demonstrado o antipetismo anteriormente, ao comentar, por exemplo, a aliança petista com o PL, ocasião na qual disse que "a soma de PT com PL é igual a uma célula do Taleban. É a mistura do radicalismo político com o radicalismo religioso". Em dezembro de 2001, comparou Lula com o presidente Fernando de la Rúa da Argentina, que passava por crise econômica e política: "Se o Brasil quiser testá-lo na Presidência, os supermercados que se cuidem." A antipatia era mútua: um dos ministros de Lula relatou anos depois, numa entrevista em off, que, na primeira vez que teve que apertar a mão de Jefferson, sentiu "um mal-estar físico, porra, não tô acreditando, pra quem lutou na Constituinte ele era símbolo daquele negócio mais filho da puta, mais sórdido".

### Governo Lula
Em 8 de novembro, a Folha noticiava que os líderes do PTB (Jefferson, Fleury, e José Carlos Martinez, presidente do partido) apoiariam governo Lula e também o então presidente do PT, José Dirceu, se ele se candidatasse à presidência da Câmara. Em entrevista em dezembro, Jefferson disse que não aceitaria nada menos que um ministério para o partido, principalmente considerando que partidos menores (como o PPS e o PCdo B) já haviam conseguido seu lugar na Esplanada; disse também que os petistas haviam primeiro os convidado a participar do governo e depois "desconvidado". Martinez, no entanto, esclareceu que iriam "apoiar o governo de Luiz Inácio Lula da Silva em qualquer circunstância", mas não negou a pretensão pelo Ministério da Agricultura.
Em 13 de dezembro, a Câmara aprovou um conjunto de medidas que prorrogava e aumentava impostos, gerando uma arrecadação adicional de cinco bilhões de reais para o governo vindouro, o que Jefferson batizou de "Dia da Derrama", em referência à Noite da Derrama de 1789.
A Folha de S.Paulo relata que, na reunião que confirmou a adesão petebista ao governo, José Genoino teria batido no peito de Jefferson e dito: "Fala, meu companheiro". Jefferson, por sua vez, logo declarou em entrevista que confiava "cegamente" no então presidente-eleito: "Somos diferentes do PT. E é essa diferença que nos tornará unidos, com muito afeto". Após reuniões com Dirceu, já confirmado como ministro-chefe da Casa Civil, ficou decidido que o PTB ficaria com o Ministério dos Esportes (assumida pelo deputado Mares Guia) e com a presidência da Infraero (com o senador Carlos Wilson).

#### Reformas
Com a vitória da oposição petista, houve um período de "troca-troca" no começo de 2003, com muitos políticos trocando de partidos. Muitos escolheram o PTB: o partido havia eleito 26 deputados, mas almejava chegar na posse em 1º de fevereiro com pelo menos 45, crescimento maior do que dos outros partidos. Jefferson disse que a preferência se dava pelo "fato de o partido ser unido, nunca tivemos brigas". Com o apoio petebista, a base do governo na Câmara contava com aproximadamente 250 deputados, menor do que a base dos dois governos anteriores. No fim, o PTB entrou na 52.ª legislatura com 41 deputados, o que lhe dava direito a presidência de uma comissão.
Logo no começo do seu governo, em janeiro de 2003, Lula prometeu uma relação mais próxima do Congresso, em uma reunião na Granja do Torto na qual Jefferson estava presente. Na reunião, a primeira-dama Marisa Letícia reclamou da falta de mulheres durante o encontro. Jefferson achou a reclamação justa e resolveu indicar a deputada Elaine Costa para a vice-liderança do PTB. O foco do governo Lula naquele momento inicial era a aprovação de reformas constitucionais (previdenciária, tributária e trabalhista). Houve mesmo um acordo, com o apoio de Jefferson, para alterar o regimento interno e apressar as votações. No entanto, no meio de fevereiro, Jefferson já culpava o próprio PT pelo atraso da reforma da previdência dos servidores públicos (muitas das emendas que atrasavam a votação foram feitas pelo PT ainda quando era oposição).
Ainda no começo daquele ano, surgiu um escândalo de grampos ilegais feitos em desafetos do senador Antonio Carlos Magalhães (PFL-BA, conhecido como ACM).  Houve a tentativa de estabelecer uma CPI dos Grampos, o que o PTB foi contra. Jefferson criticou a provável liderança da CPI: "Só quem é cotó pode cutucar a ferida dos outros. […] E Jungmann não é cotó. Muito pelo contrário, o rabo dele é comprido demais para ficar querendo pedir instalação de CPI." Em 10 de março, comentou sobre o caso com alusão a política romana do panem et circenses: "O Fome Zero é o pão. ACM, o circo." Uma lei feita por Jefferson que garante o direito a um advogado durante as CPIs foi aprovada pela Comissão de Constituição, Justiça e Cidadania em 19 de março, alguns dias após a abertura de sindicância no Conselho de Ética do Senado sobre o caso. Essa seria a última lei de autoria de Roberto a ser aprovada.
Em março, o governo fatiou a reforma financeira, decidindo levar a independência do Banco Central (BC) em separado. Jefferson comentou que o PTB não era "um partido de reclamar. Integramos a base de apoio e votamos com o governo. Mas somos contra a autonomia do BC". Além do PTB e da ala radical petista, a independência funcional do BC também era oposta por PPS e pelo PDT.
Curiosamente, na votação, a oposição mostrou-se favorável ao projeto enquanto as maiores criticas vieram de alas mais radicais do próprio partido do governo, como as dos deputados Babá e Luciana Genro. Jefferson brincou com a ideia que o petista Babá seria agora o líder da oposição: "O que é isso que estamos vivendo? Estamos sendo liderados pelo deputado Babá? Assistir ao PFL aplaudi-lo é muito para mim. Não dá". Em sua vez de votar, Jefferson criticou ironicamente os colegas por fazerem "o PT sangrar" por suas contradições internas.
Contradições internas na base do governo também foram ficando evidentes. Dentro do PTB, enquanto Jefferson falava em manter a "tropa unida" a favor do governo, o deputado Luiz Antonio Fleury Filho se dizia incapaz de votar a favor da reforma, sendo ele mesmo aposentado. Para Jefferson, era fundamental explicar minuciosamente à população a proposta de reforma, o que faria com que "90% das resistências" fossem superadas.
Em maio, a deputada Telma de Souza (PT-SP) agradeceu o apoio de Roberto, e brincou: "Depois que você fez plástica e passou a apoiar o PT, ficou tão bonito quanto o Gianecchini."
Certa vez, em 28 de maio, a CCJ preparava-se para votar o relatório da reforma tributária, quando o presidente da Câmera, João Paulo Cunha (PT-SP), convocou todos os deputados para a ordem do dia, adiando assim a votação para o dia seguinte. Pego de surpresa, Jefferson comentou ironicamente: "Isso só acontece no governo do PT. O Aleluia [José Carlos Aleluia, líder do PFL] não sabe ser oposição e o PT não sabe ser governo".
Em entrevista à Folha em junho de 2003, Jefferson elogiou Dirceu, e contou que os cargos indicados pelo PTB passavam pelo aval da Casa Civil.
A reforma da previdência foi aprovada na CCJ em 5 de junho, numa sessão acompanhada por muitos aposentados, que vaiavam cada voto a favor e aplaudiam os contrários. Mesmo ao som de vaias, Jefferson disse que: "Isso aqui é que nem torcida. Hoje você é vaiado e amanhã pode ser aplaudido. Então, por favor, eu quero ser vaiado com o PT".
O presidente do PTB José Martinez faleceu em um acidente de avião no Paraná. Em 16 de outubro, Roberto Jefferson foi escolhido como seu sucessor na presidência do partido. Em seu discurso de posse, Jefferson prometeu continuar o trabalho do antecessor e se esforçar para que, em breve, o PDT se tornasse o terceiro maior partido da Câmara. Também pleiteava mais um ministério para o partido.
Em 18 de junho, Jefferson contou à Folha que Carlos Wilson da Infraero não contava mais com o apoio do PDT. A disputa se deu pela indicação de cargos. Irônico, Jefferson disse que: "Político em empresa pública rouba ou pratica incompetências. Ressalvo o ex-senador Carlos Wilson, que é um grande técnico de carreira".

### Municipais de 2004
Em 2005, Jefferson admitiu que a ajuda incluiu uma quantia de quatro milhões de dólares não declarada à Justiça Eleitoral — o que caracteriza crime tanto do PTB quanto do PT.[carece de fontes?]

#### Desempenho eleitoral
| Ano  | Eleição                                      | Partido | Candidato a      | Votos  | Resultado  |
| ---- | -------------------------------------------- | ------- | ---------------- | ------ | ---------- |
| 1982 | Eleições estaduais no Rio de Janeiro em 1982 | PTB     | Deputado federal | 84 638 | Eleito     |
| 1986 | Eleições estaduais no Rio de Janeiro em 1986 | PTB     | Deputado federal | 24 938 | Eleito     |
| 1988 | Eleição municipal do Rio de Janeiro em 1988  | PTB     | Prefeito         | 68 156 | Não eleito |
| 1990 | Eleições estaduais no Rio de Janeiro em 1990 | PTB     | Deputado federal | 33 846 | Eleito     |
| 1994 | Eleições estaduais no Rio de Janeiro em 1994 | PTB     | Deputado federal | 32 859 | Eleito     |
| 1998 | Eleições estaduais no Rio de Janeiro em 1998 | PTB     | Deputado federal | 61 599 | Eleito     |
| 2002 | Eleições estaduais no Rio de Janeiro em 2002 | PTB     | Deputado federal | 40 685 | Eleito     |

## Mensalão

### Escândalo dos Correios
O escândalo dos Correios começou em maio de 2005, com a divulgação de um vídeo no qual Maurício Marinho, chefe do departamento de contratação da Empresa Brasileira de Correios e Telégrafos, recebe três mil reais como propina para fraudar licitações públicas da autarquia. Na gravação em fita VHS, Marinho se diz representante de Roberto Jefferson.
Em 2005, a revista Veja divulgou uma entrevista na qual Lídio Duarte, presidente do Instituto de Resseguros do Brasil (IRB), revelou que Roberto Jefferson, por meio de um corretor amigo seu, Henrique Brandão, exigiu que Lidio contribuísse com 400 mil reais por mês para o PTB. Lidio havia chegado à presidência da estatal por indicação do partido. Ele revelou ainda que eram periódicas as reuniões na casa do deputado para cobrar uma "mesada" dos indicados do PTB em cargos federais.

### Denúncia
Na segunda-feira, dia 6 de junho de 2005, a Folha de S.Paulo publicou uma entrevista de Roberto Jefferson na qual ele diretamente denunciava a compra de deputados federais da base aliada do governo federal em troca de pagamentos em dinheiro, uma prática que ficaria conhecida como "mensalão".
Na entrevista à jornalista Renata Lo Prete, Jefferson em primeiro momento explica suas conexões pessoais com os envolvidos no escândalo dos Correios e nega que Henrique Brandão havia pedido contribuições em seu nome. Aí, Jefferson muda ligeiramente assunto e relata  que deputados estavam apreensivos com um discurso seu em plenário; Pedro Corrêa (PE), presidente do PP, teria chegado junto a ele, esbaforido, e dito para tomar cuidado com o que ia falar, revelando que a fita de Marinho havia sido interceptada pelo governo. Roberto responde: "Pedrinho, se era essa a sua preocupação, pode ficar tranquilo, essa conversa nunca existiu […]  eu vejo, Pedrinho, que você não tem convicção de fita nenhuma. Fica calmo que eu não vou contar nada do que eu sei a respeito de 'mensalão". Renata então lhe pergunta diretamente: " E o que o senhor sabe?" Roberto Jefferson, assim, revela:

Um pouco antes de o Martinez morrer [José Carlos Martinez, presidente do PTB], ele me procurou e disse: "Roberto, o Delúbio [Soares, tesoureiro do PT] está fazendo um esquema de mesada, um "mensalão", para os parlamentares da base. O PP, o PL, e quer que o PTB também receba. R$ 30 mil para cada deputado. O que você me diz disso?". Eu digo: "Sou contra. Isso é coisa de Câmara de Vereadores de quinta categoria. Vai nos escravizar e vai nos desmoralizar". O Martinez decidiu não aceitar essa mesada que, segundo ele, o doutor Delúbio já passava ao PP e ao PL.
Morto o Martinez, o PTB elege como líder na Câmara o deputado José Múcio (PE). Final de dezembro, início de janeiro, o doutor Delúbio o procura: "O Roberto é um homem difícil. Eu quero falar com você. O PP e o PL têm uma participação, uma mesada, eu queria ver se vocês aceitam isso". O Múcio respondeu que não poderia tomar atitude sem falar com o presidente do partido. Aí reúnem-se os deputados Bispo Rodrigues [PL-RJ], Valdemar Costa Neto [SP, presidente do PL] e Pedro Henry [PP-MT] para pressionar o Múcio: "Que que é isso? Vocês não vão receber? Que conversa é essa? Vão dar uma de melhores que a gente?". Aí o Múcio voltou a mim. Eu respondi: "Isso desmoraliza. Tenho 22 anos de mandato e nunca vi isso acontecer no Congresso Nacional".
Renata então pergunta se o deputado deu ciência ao governo sobre essas negociações. Jefferson lhe responde que entrou em contato primeiro com o ministro do Turismo, Walfrido Mares Guia, também do PTB, que teria se recusado a aceitar o mensalão, em hipótese alguma ("Eu não terei coragem de olhar nos olhos do presidente Lula."). Depois, Jefferson teria falado com o ministro José Dirceu: "O Zé deu um soco na mesa: "O Delúbio está errado. Isso não pode acontecer. Eu falei para não fazer"'. Como o mensalão continuou, por volta de junho de 2004 Jefferson falou com o ministro Ciro Gomes: "Falei: "Ciro, vai dar uma zebra neste governo. Tem um "mensalão". Hoje eu sei que são R$ 3 mi, R$ 1,5 mi de mensal para o PL e para o PP. Isso vai explodir". O Ciro falou: "Roberto, é muito dinheiro, eu não acredito nisso". Depois, ainda, Jefferson teria falado com o ministro da Fazenda Antonio Palocci, com o líder do governo na Câmara, deputado Aldo Rebelo, e com o ministro Miro Teixeira, ao qual pediu para interceder diretamente com o presidente Lula, que, naquela época, não os recebia. Segundo Jefferson, quando encontrou-se e informou diretamente o presidente, Lula teria chorado.
No princípio deste ano, em duas conversas com o presidente Lula, na presença do ministro Walfrido, do líder Arlindo Chinaglia, do ministro Aldo Rebelo, do ministro José Dirceu, eu disse ao presidente: "Presidente, o Delúbio vai botar uma dinamite na sua cadeira. Ele continua dando 'mensalão' aos deputados". "Que 'mensalão'?", perguntou o presidente. Aí eu expliquei ao presidente.

Folha [Renata Lo Prete] - Qual foi a reação dele?

Jefferson - O presidente Lula chorou. Falou: "Não é possível isso". E chorou. Eu falei: É possível sim, presidente. Estava presente ainda o Gilberto Carvalho [chefe-de-gabinete].
Depois dessa conversa, o mensalão teria parado: "Tenho certeza de que parou, por isso está essa insatisfação aí [na base parlamentar]. Ele meteu o pé no breque. Eu vi ele muito indignado." Perguntando sobre o que teria levado a essa situação, respondeu que era "mais barato pagar o exército mercenário do que dividir o poder. É mais fácil alugar um deputado do que discutir um projeto de governo. É por isso. Quem é pago não pensa."
Em continuidade a matéria, na mesma entrevista, Jefferson diz também ter se arrependido de recuar sobre a instalação da CPI.
Perguntando se, como presidente do PTB, faria algo de diferente em relação ao PT e ao governo Lula, respondeu simplesmente que: "O PT não tem coração".
Na quinta, 9, o deputado Valdemar Costa Neto, presidente do PL, apresentou queixa-crime contra Jefferson pelos três crimes contra a honra do direito brasileiro: calúnia, injúria e difamação.

### Conselho de Ética e CPI

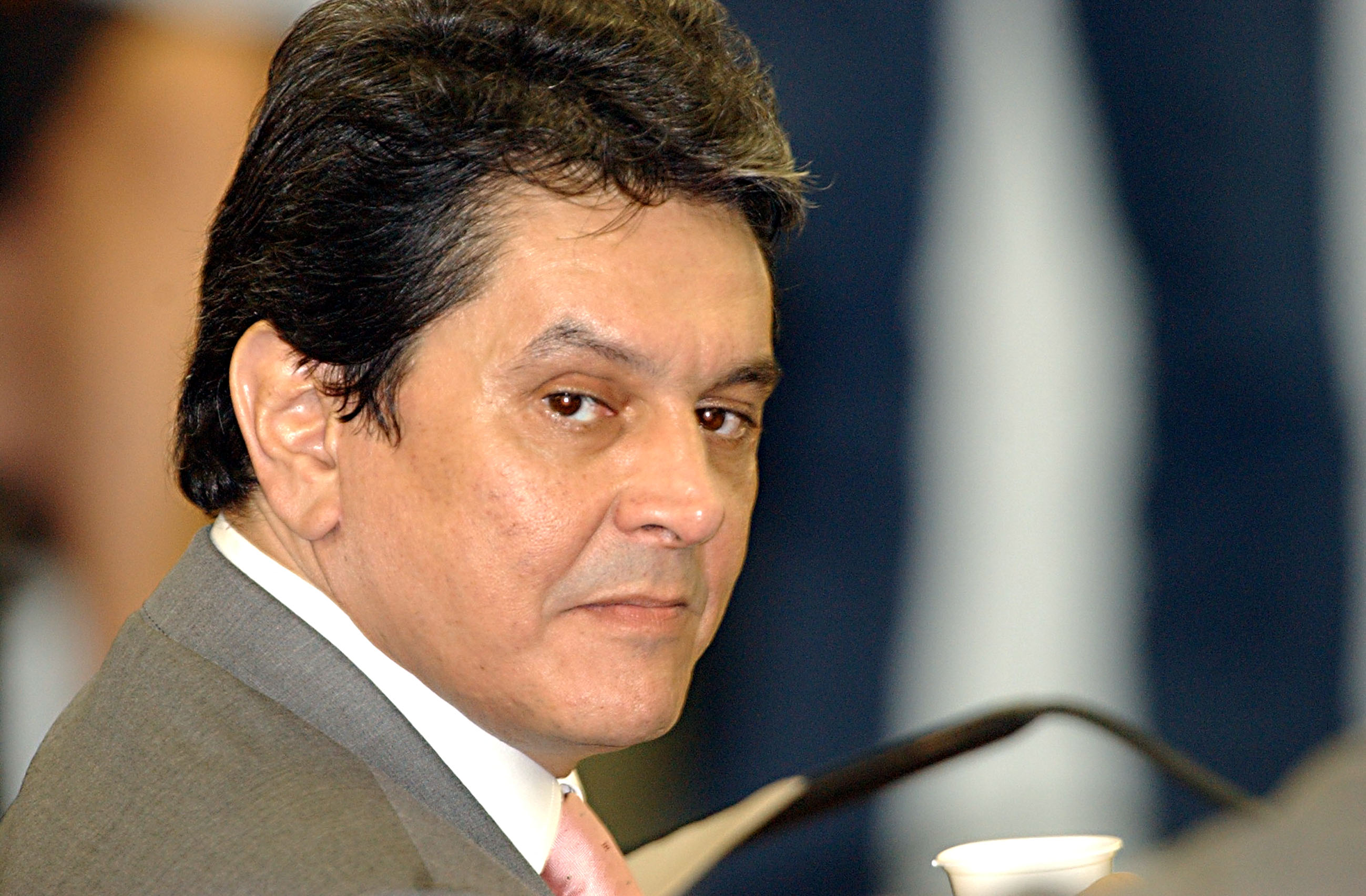
Roberto Jefferson, durante depoimento do deputado José Dirceu, no Conselho de Ética e Decoro Parlamentar da Câmara dos Deputados, 2005

Jefferson foi convocado ao Conselho de Ética e Decoro Parlamentar da Câmara para esclarecer as denúncias. Nesta oportunidade, ele reiterou que a cúpula petista sabia do esquema.
Em uma discussão com José Dirceu, Roberto disse: "Tenho medo de vossa excelência, porque vossa excelência provoca em mim os instintos mais primitivos". A frase se tornaria uma das mais emblemáticas de todo o escândalo.
Famosamente, durante CPI dos Correios, Jefferson depôs com um grande hematoma no olho esquerdo. O motivo da lesão, quem teria lhe dado um soco, já foi chamado de "um dos maiores mistérios da política nacional" por Álvaro Costa e Silva, colunista da Folha. O jornalista Cássio Bruno apresentou duas possíveis versões em seu livro "O Homem que Abalou a República" de 2017: uma diz que Jefferson queria verificar a autoria da música Nervos de Aço (samba escrito por Lupicínio Rodrigues e gravado por Paulinho da Viola) e para isso subiu num armário de madeira para pegar sua caixa de CDs, machucando-se ao desequilibrar-se da escada e bater o olho na quina do móvel; a outra versão diz que uma suposta amante teria derrubado o deputado sob o armário.
O sociólogo Celso de Barros, em livro sobre a história do PT, destaca que Jefferson não se opunha exatamente a distribuição de cargos, pelos quais se extraía dinheiro (propinas ou outras ilegalidades) e sim à distribuição direta do dinheiro, em espécie, como se fosse uma mesada. Como consta em seu livro, Jefferson teria dito aos petistas que "quem faz caixa no meu partido sou eu. Não aceito mesada de vocês".

### Cassação

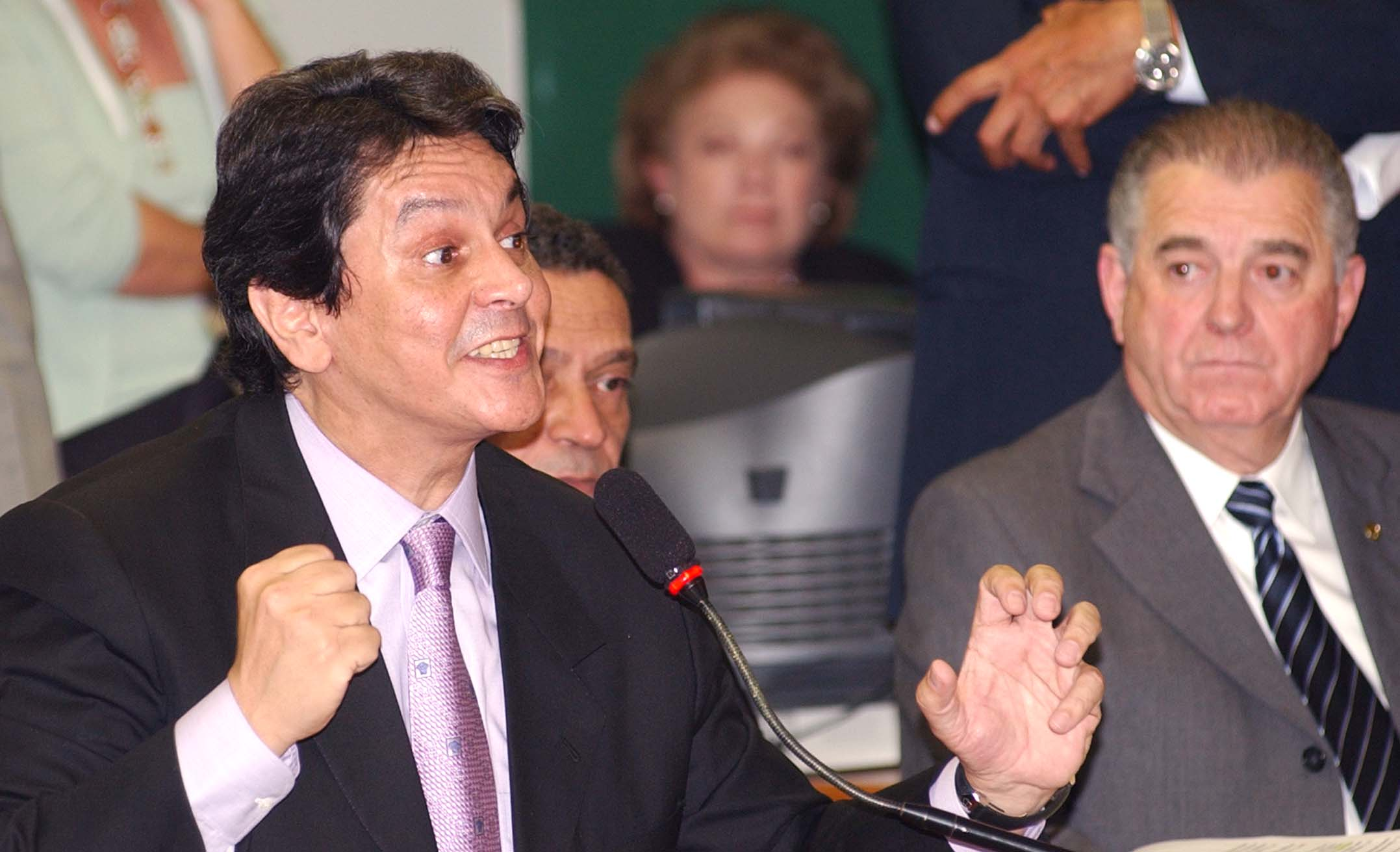
Roberto Jefferson depõe em 2005 no Conselho de Ética da Câmara.

No dia 14 de setembro de 2005, o mandato de Jefferson foi cassado, perdendo seus direitos políticos por oito anos. O placar da votação foi de 313 votos a favor e 156 contra (mais 13 abstenções, cinco votos em branco e votos nulos).
Em 10 de outubro de 2005, Jefferson teve sua aposentadoria como deputado publicada no Diário Oficial.
No dia 29 de maio de 2006, foi entrevistado no programa Roda Viva, da TV Cultura. Durante a entrevista, queixou-se do isolamento, mas disse que estava  "de cabeça erguida". Na ocasião, Roberto Jefferson disse também que os negócios como advogado não estavam muito bem: mesmo sendo especialista em direito comercial e tributário, seus potenciais clientes — empresas e corporações — temiam possíveis represálias de órgãos governamentais caso entrem com petições assinadas por ele.
Em julho de 2012, passou por uma operação médica para a retirada de um tumor no pâncreas.

### Julgamento
Manifestando-se em seu blog após a primeira condenação, aceitou-a e novamente rejeitou ter se beneficiado pessoalmente do dinheiro: "Embora não concorde com as imputações, recebo com serenidade a decisão dos ministros. E reafirmo: não vendi o meu partido ao PT nem me apropriei para fins pessoais de nem um centavo sequer do dinheiro que a mim chegou para financiar campanhas eleitorais". Rejeitou também ser chamado de delator e disse ser vítima apenas de si mesmo: "Muito menos sou delator, alcunha com que tentam à força me marcar. Não sou vítima de ninguém, a não ser de mim mesmo. Nada a reclamar. Dura lex, sed lex".
Em 28 de novembro de 2012, Roberto Jefferson foi condenado a sete anos e 14 dias de prisão, além de pagar multa de 720 mil reais, pelos crimes de corrupção passiva e lavagem de dinheiro.

### Prisão
Jefferson foi preso em 24 de fevereiro de 2014 no município de Comendador Levy Gasparian, no Rio.
Mesmo dentro da cadeia, ajudou na campanha à deputada federal de sua filha Cristiane Brasil na eleição de 2014. No segundo turno da eleição presidencial daquele ano, a decisão do PTB apoiar o candidato Aécio Neves foi aprovada após consulta e aval de Jefferson, segundo entrevista do Secretário de Comunicação do PTB ao jornalista Cássio Bruno.

## Soltura, governo Bolsonaro e segunda prisão
Em maio de 2015, Roberto Jefferson passou a cumprir o restante de sua pena em regime aberto, após autorização concedida pelo ministro Luís Roberto Barroso. No dia 29 daquele mês, Roberto casou-se com  Ana Lúcia Novaes, em cerimônia realizada na ilha de Capri, Três Rios, no sul do Rio de Janeiro. Em seus votos, disse: "Minha linda, minha Ana, você desperta em mim o encanto pela vida, você me enternece, e a ternura faz de mim um ser humano melhor. Você desperta em mim os instintos mais deliciosamente primitivos", em referência à frase célebre da briga com Dirceu na CPI dos Correios.
Na véspera do natal de 2015, o decreto 8.615/2015 assinado pela presidente Dilma Rousseff concedeu indulto penal para os presos condenados por crimes menos graves, não reincidentes e com bom comportamento prisional. Com o Ministério Público reconhecendo o cumprimento dos requisitos, o ministro Barroso declarou extinta a punibilidade de Roberto Jefferson, além de cinco outros corréus do processo do Mensalão em março de 2016.
Em janeiro de 2018, Jefferson anunciou que sua filha Cristiane Brasil seria a nova ministra do Trabalho do governo Michel Temer. Cristiane, no entanto, teve seu posto indeferido pela Justiça por duas condenações prévias em reclamações trabalhistas. A decisão foi sustada pela segunda instância, mas novamente imposta pela ministra Carmen Lúcia do STF. Jefferson, diante da "indecisão da ministra Cármen Lúcia", anunciou pelo Twitter que o PTB retiraria a nomeação de Cristiane, indicando Helton Yomura no lugar. O presidente Temer revogou o decreto da indicação em 23 de fevereiro.
Durante as eleições presidenciais de 2018, o PTB primeiro aliou-se a Geraldo Alckmin. Em 9 de outubro de 2018, para o segundo turno, Jefferson anunciou o apoio do PTB à campanha de Jair Bolsonaro.
Ele foi vítima de um câncer no pâncreas, enfrentou várias recidivas que o afastaram do cotidiano do partido e do Congresso. Foi abatido por uma forte depressão, mas ressurgiu em uma live transmitida em 19 de abril de 2020, na qual denuncia um suposto “golpe parlamentarista” que estaria sendo urdido por Rodrigo Maia, em seguida declarou apoio ao presidente Jair Bolsonaro.
Em 9 de maio de 2020, Roberto Jefferson divulgou uma foto segurando um fuzil, dizendo que se preparava para "combater o bom combate. Contra o comunismo, contra a ditadura, contra a tirania, contra os traidores, contra os vendilhões da Pátria. Brasil acima de tudo. Deus acima de todos". Jefferson também se mostrou a favor do fechamento do STF e da perseguição da imprensa: "Bolsonaro, para atender o povo e tomar as rédeas do governo, precisa de duas atitudes inadiáveis: demitir e substituir os 11 ministros do STF, herança maldita. Precisa cassar, agora, todas as concessões de rádio e TV das empresas concessionárias GLOBO. Se não fizer, cai." Comentando o assunto para o Congresso em Foco, o advogado Joelson Dias criticou a postura antidemocrática do político e o desgaste que essa declaração vai gerar no debate público em meio a Pandemia de Covid-19.
Noutro comentário, atacou o Movimento Brasil Livre (MBL; Jefferson disse que a sigla se referia a "movimento da bunda libertina") e o deputado Kim Kataguiri, associado ao grupo: "aquele japonesinho que é deputado federal queima, não queima?". Processado por Kataguiri, foi condenado a pagar uma indenização de 20 mil reais em novembro de 2020.
Em entrevista a um blog em 2020, Jefferson fez uma associação entre o Partido Socialismo e Liberdade (PSOL) e o crime organizado: "Sei disso, porque fui preso e vi de perto. Ficam falando que Bolsonaro é ligado a milícias, mas esta é uma denúncia vazia. Quem manda nos chefes de tráfico, na verdade, é o PSOL". O partido processou Jefferson penalmente pelo comentário, pelo crime de difamação. Em novembro de 2023, no entanto, a justiça extinguiu a ação por prescrição (o prazo cai para metade para o réu com mais de 70 anos).
Em março de 2021, Jefferson fez postagem antissemita no Instagram acusando judeus de sacrificar crianças, o que atraiu críticas massivas de organizações judaicas e levou à remoção da postagens. A Confederação Israelita do Brasil confirmou que estava se preparando para apresentar acusações contra Jefferson.

### Inquérito das milícias digitais
Em 27 de maio de 2020, foi alvo de busca e apreensão pela PF em um inquérito autorizado pelo ministro Alexandre de Moraes que combatia fake news.
Novamente, em dezembro de 2020, em entrevista a Rodrigo Constantino, Roberto Jefferson voltou a ameaçar os 11 ministros do STF:
Nós temos que entrar lá e colocar para fora na bala, no pescoção, no chute na bunda, aqueles 11 malandros que se fantasiaram de ministros do Supremo Tribunal Federal. (...) Se o Supremo der a ideologia de gênero, nós temos que entrar lá e julgar aqueles caras todos no meio da praça, na bala. 
Em fevereiro de 2021, Roberto Jefferson foi condenado a pagar 50 mil reais para o ministro Alexandre por tê-lo chamado de "Xandão do PCC", numa alusão ao boato de que Alexandre teria advogado para o Primeiro Comando da Capital. Também foi condenado a pagar R$ 10 mil para a esposa do ministro, por ter insinuado, sem provas, que esta teria sido favorecida pelo cargo do marido.
E 13 de agosto de 2021, Roberto Jefferson teve a prisão preventiva decretada pelo ministro Alexandre de Moraes, por envolvimento em uma milícia digital que atua contra democracia. Moraes ainda determinou o bloqueio da conta do ex-deputado no Twitter, que, segundo o ministro, é "necessário para a interrupção dos discursos criminosos de ódio e contrário às Instituições Democráticas e às eleições". Segundo o inquérito, em uma conversa obtida pela PF, o Jefferson afirmou defender um "ato institucional", nos moldes do AI-5, contra o STF. A fala teria sido endereçada ao empresário e militante bolsonarista Otávio Fakhoury. Os investigadores também apuram se há relação entre os ataques a órgãos públicos com o chamado "gabinete do ódio", que contaria com a suposta influência de filhos do presidente Jair Bolsonaro, e se os ataques seriam financiados com dinheiro público. Nos últimos anos, Jefferson se tornou uma espécie de expoente da tropa de choque virtual do presidente Jair Bolsonaro. A preocupação no entorno bolsonarista é que Alexandre de Moraes tem dado mostras que está cada vez mais próximo de integrantes da base do presidente.
Na audiência de custódia, a defesa pediu a conversão da prisão preventiva em prisão domiciliar em razão de problemas de saúde de Jefferson. A prisão foi, no entanto, mantida. Questionado pelo juiz sobre as condições em que foi levado, Jefferson respondeu que não tinha reclamações: "Só tive que aturar três flamenguistas na viagem, sendo eu botafoguense. Não tenho nada a acrescentar, fui muito bem tratado, não houve nenhum desrespeito". O pedido de conversão em domiciliar ficou para Moraes decidir, entendendo o ministro que o requerimento por razão de saúde era incompatível com a "atividade política intensa" realizada pelo acusado anteriormente.
Em junho de 2022, o STF aceitou uma ação contra Jefferson pelos crimes, incitação ao crime de dano contra patrimônio público e homofobia. Segundo a Procuradoria-Geral da República, Jefferson "incentivou o povo brasileiro a invadir a sede do Senado e a praticar vias de fato em desfavor dos senadores, especificamente dos que integram a CPI da Pandemia, com o intuito de tentar impedir o livro exercício do Poder Legislativo". Em janeiro de 2024, o Procurador-Geral da República Paulo Gonet pediu ao STF para analisar esse processo juntamente com aqueles dos ataques de 8 de janeiro em Brasília. Segundo o PGR, a conexão se dá por Roberto "haver utilizado parte da estrutura partidária financiada pelo erário para fragilizar as instituições da República […] numa estratégia dirigida a fomentar movimento de rompimento condenável da ordem política".

### Eleição de 2022 e ataque a policiais
A campanha presidencial de Roberto Jefferson em 2022 foi oficializada em 1º de agosto de 2022, tendo Padre Kelmon como seu candidato a vice-presidente. Jefferson, no entanto, estava inelegível até a véspera do Natal de 2023. Em 19 de agosto, o ministro Carlos Horbach do Tribunal Superior Eleitoral (TSE) determinou a suspensão de qualquer repasse do Fundo Eleitoral para a campanha até o julgamento final da candidatura. No julgamento do mérito, o TSE indeferiu a candidatura por unanimidade. O tribunal reconheceu que o indulto extingue os efeitos primários da condenação, mas persistem efeitos secundários. Padre Kelmon foi escolhido pelo PTB como candidato à presidência.
Em 23 de outubro de 2022, após ter proferido ofensas contra a ministra do STF Cármen Lúcia e violado medidas judiciais, teve o seu benefício da prisão domiciliar revogado. Neste mesmo dia, Jefferson trocou tiros e lançou granadas contra agentes da Polícia Federal durante o cumprimento da ordem de prisão, ferindo dois policiais.
Assim que ficou sabendo do ataque do aliado aos policiais, o presidente Bolsonaro determinou que o ministro da Justiça, Anderson Torres, e o diretor-geral da PF, Márcio Nunes de Oliveira, fossem até Levy Gasparian para resolver a situação. Por volta das cinco da tarde, Jefferson ficou sabendo que o ministro Torres estava a caminho e resolveu continuar a resistência: "Eu só me entrego quando o ministro chegar". Um avião da Força Aérea Brasileira (FAB) os levou até Juiz de Fora, 50 quilômetros da casa de Jefferson. Ao aterrissar, o ministro ligou para um delegado do Rio que estava acompanhando a situação de perto, e que o dissuadiu de encontrar-se com Jefferson: "Honestamente, ministro, vai piorar o circo […] Não vai mudar o cenário e ainda vai fortalecê-lo politicamente" ele disse, segundo matéria da revista piauí. Torres e o diretor decidiram então irem até a Superintendência da PF no Rio; mesmo sendo informado da desistência, Jefferson não se acalmou e repetia que só se entregaria com o ministro presente.
Após uma custosa negociação, Jefferson entregou o fuzil por meio de seu correligionário Padre Kelmon. Kelmon conseguiu entrar na casa de Jefferson passando por seus vizinhos de condomínio, e levou o fuzil até o portão da casa, onde entregou-o aos policiais, enquanto um pastor evangélico entoava orações ao seu lado. Um agente da PF que presenciou o momento disse ter sido "uma das cenas mais bizarras que eu já vi na vida". Jefferson só se entregou às 19 horas.
Em novembro, a investigação por tentativa de homicídio foi movida para a Justiça Federal do Rio de Janeiro, com expectativa de julgamento por tribunal do júri. Ele foi preso em Bangu 8. No dia 9 de dezembro do mesmo ano, virou réu por tentativa de homicídio contra policiais. A defesa de Jefferson recorreu do julgamento por júri, esclarecendo que o réu não havia atirado com intenção de matar os policiais, "atirando somente na viatura". A defesa pleiteava a conversão da acusação para lesão corporal culposa e dano ao patrimônio público.
Em 5 de junho de 2023, o STF autorizou a transferência de Jefferson para um hospital particular após ele cair na cela e sofrer um possível traumatismo craniano. De acordo com o laudo feito pela Secretaria de Administração Penitenciária do Rio, ele perdeu 16,5 kg em sete meses e foi diagnosticado com depressão. A defesa de Jefferson pretendia pedir prisão domiciliar. Em dezembro, Moraes negou o pedido.
O partido de Jefferson, o PTB, do qual era presidente de honra, fundiu-se com o Patriota em novembro de 2023, por causa da cláusula de barreira. A fusão só foi aprovada pelo Patriota com a condição que Jefferson não possuísse nenhum cargo de liderança.
O Tribunal Regional Eleitoral de São Paulo, em novembro de 2023, absolveu Jefferson e a filha Christiane das acusações de crime contra a honra pelas acusações à ministra Cármem Lúcia.
Em dezembro de 2024, por maioria, o STF decidiu para condenar o ex-deputado federal Roberto Jefferson à prisão pelos delitos de atentado ao exercício dos Poderes, calúnia, homofobia e incitação ao crime. Jefferson foi denunciado pela Procuradoria-Geral da República. Na acusação, o Ministério Público listou entrevistas em que o político teria incentivado a população a invadir o Senado Federal e a “praticar vias de fato” contra senadores. Além disso, teria defendido a explosão do prédio do Tribunal Superior Eleitoral. 